# Майдан-Копищенский
Майда́н-Ко́пищенский (укр. Майдан-Копищенський) — село на Украине, основано в 1801 году, находится в Коростенском районе Житомирской области.
Население по переписи 2001 года составляет 356 человек. Почтовый индекс — 11010. Телефонный код — 4135. Занимает площадь 1,73 км².